# Lange Gasse 20 (Quedlinburg)

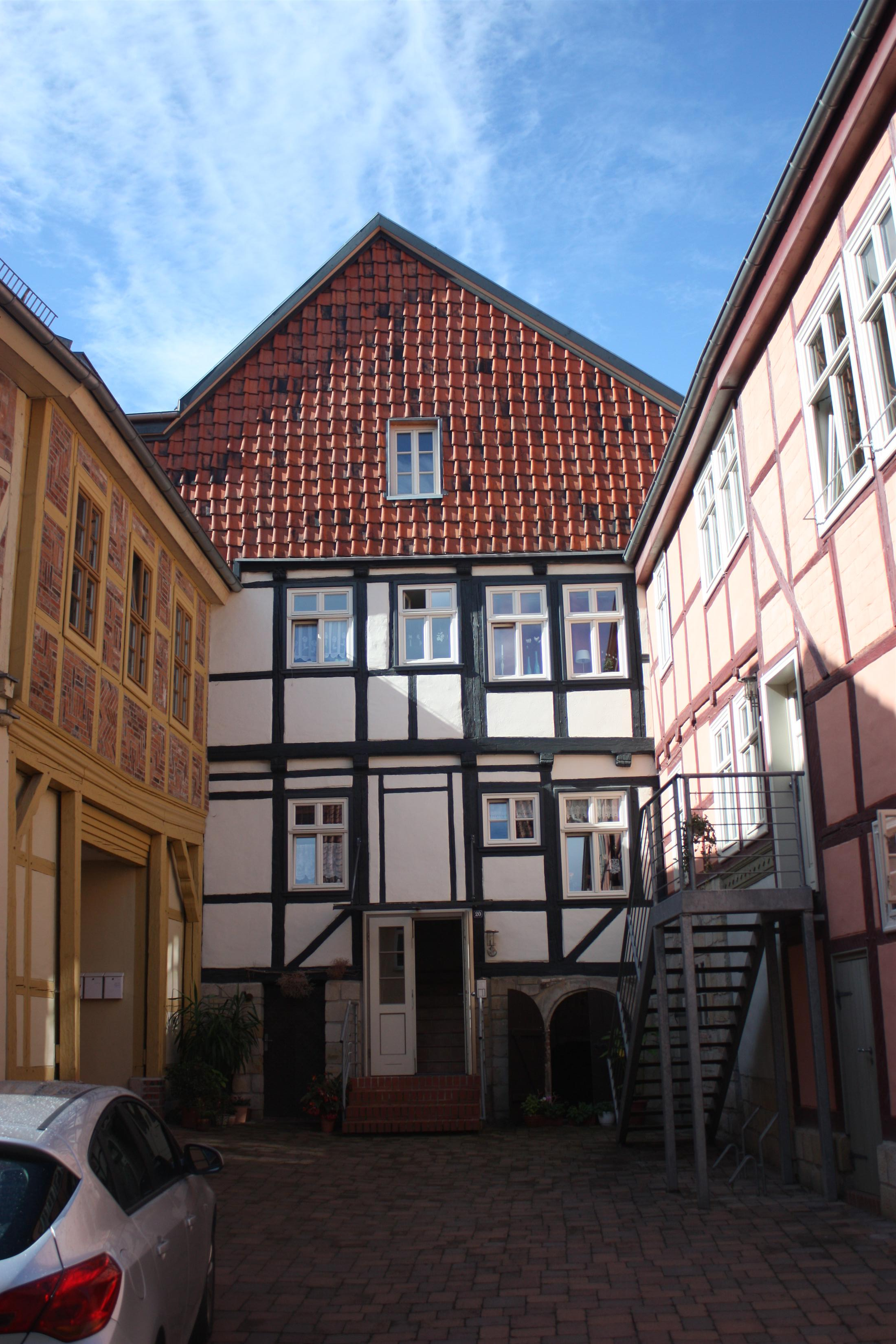
Lange Gasse 20

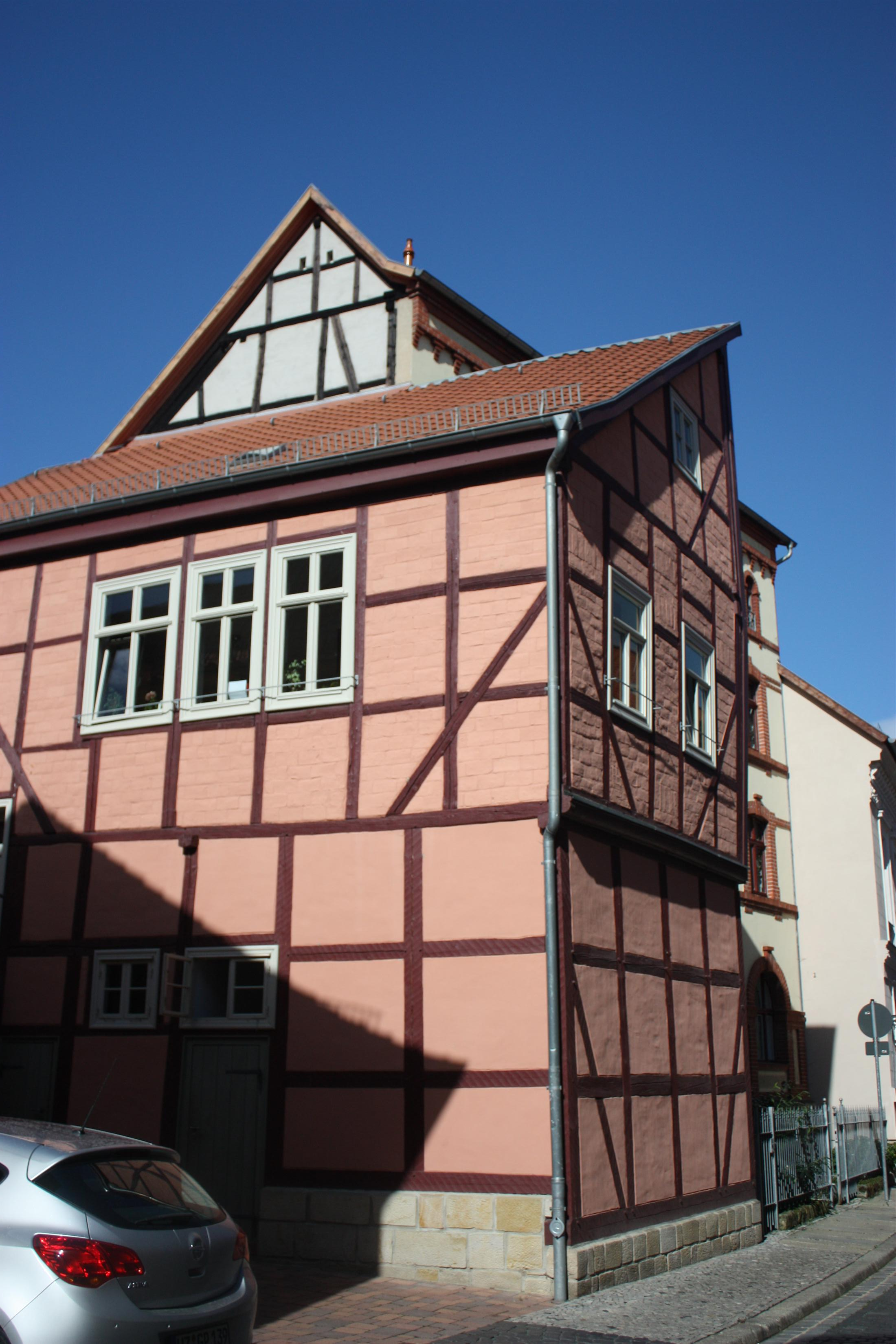
Westliches Seitenhaus

Das Anwesen Lange Gasse 20 ist ein denkmalgeschützter Hof in Quedlinburg in Sachsen-Anhalt.

## Lage
Der im Quedlinburger Denkmalverzeichnis als Ackerbürgerhof eingetragene Gebäudekomplex befindet sich im Quedlinburger Stadtteil Westendorf in städtebaulich bedeutender Lage östlich des Schloßberges. Er gehört zum UNESCO-Weltkulturerbe. Westlich grenzt das gleichfalls denkmalgeschützte Haus Lange Gasse 21 an.

## Architektur und Geschichte
Die Gebäude der Hofanlage entstanden in der Zeit um 1800 um einen schmalen Hof herum. Das Wohnhaus ist zur Straßenseite hin verputzt. Bemerkenswert sind die profilierten hölzernen Rahmen der Fenster. Der Gebäudekomplex ist als gut erhaltenes Beispiel eines Ackerbürgerhofes seiner Bauzeit von Bedeutung.